# Eirik Bakke
Eirik Bakke (Sogndal, 13 settembre 1977) è un allenatore di calcio ed ex calciatore norvegese, di ruolo centrocampista.

## Biografia
È il figlio di Svein Bakke, anch'egli calciatore.

## Caratteristiche tecniche
Centrocampista di qualità, le sue doti migliori erano l'intelligenza calcistica e la grazia.

## Carriera

### Giocatore

#### Club

##### Gli esordi
Bakke ha debuttato nella prima squadra del Sogndal nel corso del 1993, anno che ha visto la promozione del club nella massima divisione norvegese. Il 16 maggio 1994, allora, il centrocampista ha potuto disputare il primo incontro nell'Eliteserien, quando è subentrato ad Håvard Flo nella sconfitta per 3-0 in casa del Lillestrøm.

##### Leeds e Aston Villa
Bakke è stato acquistato dal Leeds United in cambio di 1.750.000 sterline, in data 25 maggio 1999. Ha esordito nella Premier League l'11 agosto, quando ha sostituito Harry Kewell nel successo per 3-0 contro il Southampton. Ha avuto un inizio incoraggiante, per poi perdersi a causa di infortuni e cattive prestazioni. Una tendinite e poi la rottura del legamento crociato lo hanno tenuto fuori per quasi tutto il campionato 2004-2005. Il Leeds, appena retrocesso nella Football League Championship, ha dovuto comunque pagargli le 60.000 sterline settimanali d'ingaggio e questo ha contribuito al rischio di bancarotta della società. Bakke ha rifiutato infatti di lasciare la squadra, prima di infortunarsi.
Ad agosto 2005, ormai ripresosi, è passato in prestito all'Aston Villa. Ha debuttato in squadra il 2 ottobre, sostituendo Wilfred Bouma nella sconfitta per 3-2 contro il Middlesbrough. L'avventura a Birmingham è durata poco, fino a quando il Leeds non ha comunicato la volontà di cedere il calciatore a titolo definitivo, mentre il club di Doug Ellis non era interessato a questo tipo di operazione.
Rientrato allora al Leeds, ha concluso il campionato con questa maglia. Il 27 agosto 2006 è stato lasciato fuori dalla formazione per l'incontro con lo Sheffield Wednesday, alimentando le speculazioni di stampa e tifosi riguardo ad un suo possibile trasferimento. Il 29 agosto, un comunicato ufficiale del club ha annunciato che Bakke non avrebbe più vestito la maglia del Leeds. Il centrocampista ha dichiarato però che avrebbe voluto continuare a giocare in questa squadra. Il norvegese ha continuato dunque ad allenarsi, nonostante non giocasse alcun incontro e dichiarando di non voler tornare in patria, almeno per il momento. Il problema principale per la permanenza di Bakke ad Elland Road era rappresentato dal suo ingaggio, all'epoca di 23.000 sterline a settimana più un bonus di 4.000 per ogni incontro giocato. Ken Bates, proprietario della squadra, ha dichiarato che ci furono numerosi tentativi per trovare una soluzione a questo problema, ma che il procuratore del norvegese aveva rifiutato tutte le destinazioni proposte, con la volontà che fosse corrisposto al calciatore l'intero ingaggio pattuito.

##### Brann
Il 31 agosto 2006 ha trovato un accordo con il Brann, firmando un contratto biennale e tornando perciò in patria. Il trasferimento è stato finanziato dalla Hardball. Bakke ha debuttato in squadra l'11 settembre, nel successo per 2-1 sullo Stabæk. Nello stesso match, è stato colpito duramente da un tackle di Joakim Persson, che ha rischiato di costargli la carriera.
A causa di alcuni problemi fisici, ha cominciato la stagione successiva nella squadra riserve. L'11 agosto 2007 ha segnato la prima rete con questa maglia, nel successo per 3-2 sul Rosenborg. Nella stessa stagione, il Brann ha vinto il campionato. Bakke ha dichiarato poi di essere vicino al ritiro, affermando di voler giocare ancora soltanto un altro paio d'anni. Il 30 maggio 2008, ha rinnovato l'accordo con il club norvegese per altre due stagioni.

##### Ritorno al Sogndal
Il 26 ottobre 2010 è stato annunciato il suo ritorno al Sogndal, appena promosso nell'Eliteserien. Il calciatore si è legato al club con un contratto dalla durata triennale. Il 20 marzo è tornato in campo con questa casacca, nella sconfitta per 2-1 in casa dello Strømsgodset. Il 3 aprile è tornato al gol, nella sconfitta per 2-1 contro l'Odd Grenland. Il 21 novembre 2012, ha annunciato il ritiro dall'attività agonistica.

#### Nazionale
Bakke ha giocato 28 incontri per la Norvegia under 21. Il primo di questi è stato datato 4 febbraio 1996, quando è stato titolare nella sconfitta per 2-1 contro gli Stati Uniti under 21. Ha segnato un'unica rete per questa selezione giovanile, precisamente il 29 ottobre 1997: ha contribuito infatti al successo per 2-3 sulla Francia under 21. È stato anche capitano della formazione.
Il 20 gennaio 1999 ha disputato invece la prima gara con la maglia della Nazionale maggiore. Ha sostituito infatti Egil Østenstad nella vittoria per 0-1 contro Israele, in un incontro amichevole. L'11 giugno 2003 ha giocato il 25º incontro per la Norvegia, in occasione della sfida contro la Romania, che gli è valso dunque il Gullklokka.

### Allenatore
Il 13 giugno 2014, è stato annunciato che Bakke sarebbe diventato il nuovo allenatore del Sogndal a partire dal 1º gennaio 2015. In virtù della retrocessione arrivata nel corso dei mesi seguenti, l'ex centrocampista avrebbe guidato la squadra nella 1. divisjon. Bakke ha matematicamente riportato il Sogndal nell'Eliteserien grazie alla vittoria per 2-5 sul campo dell'Hønefoss, con tre giornate d'anticipo sulla fine della stagione. Il 9 agosto 2016 ha rinnovato il contratto che lo legava al club fino al campionato 2019. Il 24 ottobre successivo ha ricevuto la candidatura come miglior allenatore del campionato al premio Kniksen.
Il 30 agosto 2021, Bakke ha annunciato che quella in corso sarebbe stata l'ultima stagione alla guida del Sogndal.
Il 10 agosto 2023 è stato chiamato ad allenare il Lillestrøm, a cui si è legato fino al termine dell'annata in corso.
Il 30 luglio ha firmato un contratto con l'Åsane, valido fino al 31 dicembre 2026.

## Statistiche

### Presenze e reti nei club
| Stagione            | Club                | Campionato          | Campionato | Campionato | Coppe nazionali | Coppe nazionali | Coppe nazionali | Coppe continentali | Coppe continentali | Coppe continentali | Supercoppe | Supercoppe | Supercoppe | Totale | Totale |
| Stagione            | Club                | Comp                | Pres       | Reti       | Comp            | Pres            | Reti            | Comp               | Pres               | Reti               | Comp       | Pres       | Reti       | Pres   | Reti   |
| ------------------- | ------------------- | ------------------- | ---------- | ---------- | --------------- | --------------- | --------------- | ------------------ | ------------------ | ------------------ | ---------- | ---------- | ---------- | ------ | ------ |
| 1993                | Sogndal             | 1D                  | ?          | ?          | CN              | ?               | ?               | -                  | -                  | -                  | -          | -          | -          | ?      | ?      |
| 1994                | Sogndal             | ES                  | ?          | ?          | CN              | ?               | ?               | -                  | -                  | -                  | -          | -          | -          | ?      | ?      |
| 1995                | Sogndal             | 1D                  | ?          | ?          | CN              | ?               | ?               | -                  | -                  | -                  | -          | -          | -          | ?      | ?      |
| 1996                | Sogndal             | 1D                  | ?          | ?          | CN              | ?               | ?               | -                  | -                  | -                  | -          | -          | -          | ?      | ?      |
| 1997                | Sogndal             | ES                  | ?          | ?          | CN              | ?               | ?               | -                  | -                  | -                  | -          | -          | -          | ?      | ?      |
| 1998                | Sogndal             | ES                  | ?          | ?          | CN              | ?               | ?               | -                  | -                  | -                  | -          | -          | -          | ?      | ?      |
| 1999                | Sogndal             | ES                  | ?          | ?          | CN              | ?               | ?               | -                  | -                  | -                  | -          | -          | -          | ?      | ?      |
| 1999-2000           | Leeds United        | PL                  | 29         | 2          | FA+LC           | ?               | ?               | -                  | -                  | -                  | -          | -          | -          | ?      | ?      |
| 2000-2001           | Leeds United        | PL                  | 29         | 2          | FA+LC           | ?               | ?               | -                  | -                  | -                  | -          | -          | -          | ?      | ?      |
| 2001-2002           | Leeds United        | PL                  | 27         | 2          | FA+LC           | ?               | ?               | -                  | -                  | -                  | -          | -          | -          | ?      | ?      |
| 2002-2003           | Leeds United        | PL                  | 34         | 1          | FA+LC           | ?               | ?               | -                  | -                  | -                  | -          | -          | -          | ?      | ?      |
| 2003-2004           | Leeds United        | PL                  | 10         | 1          | FA+LC           | ?               | ?               | -                  | -                  | -                  | -          | -          | -          | ?      | ?      |
| 2004-2005           | Leeds United        | FLC                 | 1          | 0          | FA+LC           | ?               | ?               | -                  | -                  | -                  | -          | -          | -          | ?      | ?      |
| 2005-2006           | Leeds United        | FLC                 | 3          | 0          | FA+LC           | ?               | ?               | -                  | -                  | -                  | -          | -          | -          | ?      | ?      |
| 2005-2006           | Aston Villa         | PL                  | 14         | 0          | FA+LC           | ?               | ?               | -                  | -                  | -                  | -          | -          | -          | ?      | ?      |
| 2005-2006           | Leeds United        | FLC                 | 7          | 0          | FA+LC           | ?               | ?               | -                  | -                  | -                  | -          | -          | -          | ?      | ?      |
| 2006-2007           | Leeds United        | FLC                 | 3          | 0          | FA+LC           | ?               | ?               | -                  | -                  | -                  | -          | -          | -          | ?      | ?      |
| Totale Leeds United | Totale Leeds United | Totale Leeds United | 143        | 8          |                 | ?               | ?               |                    | ?                  | ?                  |            | -          | -          | ?      | ?      |
| 2006                | Brann               | ES                  | 7          | 0          | CN              | ?               | ?               | -                  | -                  | -                  | -          | -          | -          | ?      | ?      |
| 2007                | Brann               | ES                  | 10         | 1          | CN              | ?               | ?               | CU                 | ?                  | ?                  | -          | -          | -          | ?      | ?      |
| 2008                | Brann               | ES                  | 21         | 0          | CN              | ?               | ?               | UCL+CU             | ?                  | ?                  | -          | -          | -          | ?      | ?      |
| 2009                | Brann               | ES                  | 18         | 2          | CN              | ?               | ?               | -                  | -                  | -                  | -          | -          | -          | ?      | ?      |
| 2010                | Brann               | ES                  | 26         | 5          | CN              | 0               | 0               | -                  | -                  | -                  | -          | -          | -          | 26     | 5      |
| Totale Brann        | Totale Brann        | Totale Brann        | 82         | 8          |                 | ?               | ?               |                    | ?                  | ?                  |            | -          | -          | ?      | ?      |
| 2011                | Sogndal             | ES                  | 19         | 1          | CN              | 0               | 0               | -                  | -                  | -                  | -          | -          | -          | 19     | 1      |
| 2012                | Sogndal             | ES                  | 19         | 0          | CN              | 1               | 0               | -                  | -                  | -                  | -          | -          | -          | 20     | 0      |
| Totale Sogndal      | Totale Sogndal      | Totale Sogndal      | ?          | ?          |                 | ?               | ?               |                    | ?                  | ?                  |            | -          | -          | ?      | ?      |
| Totale              | Totale              | Totale              | ?          | ?          |                 | ?               | ?               |                    | ?                  | ?                  |            | -          | -          | ?      | ?      |

### Cronologia presenze e reti in Nazionale
| Cronologia completa delle presenze e delle reti in nazionale ― Norvegia | Cronologia completa delle presenze e delle reti in nazionale ― Norvegia | Cronologia completa delle presenze e delle reti in nazionale ― Norvegia | Cronologia completa delle presenze e delle reti in nazionale ― Norvegia | Cronologia completa delle presenze e delle reti in nazionale ― Norvegia | Cronologia completa delle presenze e delle reti in nazionale ― Norvegia | Cronologia completa delle presenze e delle reti in nazionale ― Norvegia | Cronologia completa delle presenze e delle reti in nazionale ― Norvegia |
| Data                                                                    | Città                                                                   | In casa                                                                 | Risultato                                                               | Ospiti                                                                  | Competizione                                                            | Reti                                                                    | Note                                                                    |
| ----------------------------------------------------------------------- | ----------------------------------------------------------------------- | ----------------------------------------------------------------------- | ----------------------------------------------------------------------- | ----------------------------------------------------------------------- | ----------------------------------------------------------------------- | ----------------------------------------------------------------------- | ----------------------------------------------------------------------- |
| 20-1-1999                                                               | Tel Aviv                                                                | Israele                                                                 | 0 – 1                                                                   | Norvegia                                                                | Amichevole                                                              | -                                                                       |                                                                         |
| 20-5-1999                                                               | Oslo                                                                    | Norvegia                                                                | 6 – 0                                                                   | Giamaica                                                                | Amichevole                                                              | -                                                                       |                                                                         |
| 23-2-2000                                                               | Istanbul                                                                | Turchia                                                                 | 0 – 2                                                                   | Norvegia                                                                | Amichevole                                                              | -                                                                       |                                                                         |
| 27-5-2000                                                               | Oslo                                                                    | Norvegia                                                                | 2 – 0                                                                   | Slovacchia                                                              | Amichevole                                                              | -                                                                       |                                                                         |
| 3-6-2000                                                                | Oslo                                                                    | Norvegia                                                                | 1 – 0                                                                   | Italia                                                                  | Amichevole                                                              | -                                                                       |                                                                         |
| 13-6-2000                                                               | Rotterdam                                                               | Spagna                                                                  | 0 – 1                                                                   | Norvegia                                                                | Euro 2000 - 1º turno                                                    | -                                                                       |                                                                         |
| 18-6-2000                                                               | Liegi                                                                   | Jugoslavia                                                              | 1 – 0                                                                   | Norvegia                                                                | Euro 2000 - 1º turno                                                    | -                                                                       |                                                                         |
| 21-6-2000                                                               | Arnhem                                                                  | Slovenia                                                                | 0 – 0                                                                   | Norvegia                                                                | Euro 2000 - 1º turno                                                    | -                                                                       |                                                                         |
| 7-10-2000                                                               | Cardiff                                                                 | Galles                                                                  | 1 – 1                                                                   | Norvegia                                                                | Qual. Mondiali 2002                                                     | -                                                                       |                                                                         |
| 11-10-2000                                                              | Oslo                                                                    | Norvegia                                                                | 0 – 1                                                                   | Ucraina                                                                 | Qual. Mondiali 2002                                                     | -                                                                       |                                                                         |
| 28-2-2001                                                               | Belfast                                                                 | Irlanda del Nord                                                        | 0 – 4                                                                   | Norvegia                                                                | Amichevole                                                              | -                                                                       |                                                                         |
| 25-4-2001                                                               | Oslo                                                                    | Norvegia                                                                | 2 – 1                                                                   | Bulgaria                                                                | Amichevole                                                              | -                                                                       |                                                                         |
| 2-6-2001                                                                | Kiev                                                                    | Ucraina                                                                 | 0 – 0                                                                   | Norvegia                                                                | Qual. Mondiali 2002                                                     | -                                                                       |                                                                         |
| 6-6-2001                                                                | Oslo                                                                    | Norvegia                                                                | 1 – 1                                                                   | Bielorussia                                                             | Qual. Mondiali 2002                                                     | -                                                                       |                                                                         |
| 6-10-2001                                                               | Erevan                                                                  | Armenia                                                                 | 1 – 4                                                                   | Norvegia                                                                | Qual. Mondiali 2002                                                     | -                                                                       |                                                                         |
| 17-4-2002                                                               | Oslo                                                                    | Norvegia                                                                | 0 – 0                                                                   | Svezia                                                                  | Amichevole                                                              | -                                                                       |                                                                         |
| 14-5-2002                                                               | Oslo                                                                    | Norvegia                                                                | 3 – 0                                                                   | Giappone                                                                | Amichevole                                                              | -                                                                       |                                                                         |
| 21-8-2002                                                               | Oslo                                                                    | Norvegia                                                                | 0 – 1                                                                   | Paesi Bassi                                                             | Amichevole                                                              | -                                                                       |                                                                         |
| 7-9-2002                                                                | Oslo                                                                    | Norvegia                                                                | 2 – 2                                                                   | Danimarca                                                               | Qual. Euro 2004                                                         | -                                                                       |                                                                         |
| 12-10-2002                                                              | Bucarest                                                                | Romania                                                                 | 0 – 1                                                                   | Norvegia                                                                | Qual. Euro 2004                                                         | -                                                                       |                                                                         |
| 16-10-2002                                                              | Oslo                                                                    | Norvegia                                                                | 2 – 0                                                                   | Bosnia ed Erzegovina                                                    | Qual. Euro 2004                                                         | -                                                                       |                                                                         |
| 2-4-2003                                                                | Lussemburgo                                                             | Lussemburgo                                                             | 0 – 2                                                                   | Norvegia                                                                | Qual. Euro 2004                                                         | -                                                                       |                                                                         |
| 22-5-2003                                                               | Oslo                                                                    | Norvegia                                                                | 2 – 0                                                                   | Finlandia                                                               | Amichevole                                                              | -                                                                       |                                                                         |
| 7-6-2003                                                                | Copenaghen                                                              | Danimarca                                                               | 1 – 0                                                                   | Norvegia                                                                | Qual. Euro 2004                                                         | -                                                                       |                                                                         |
| 11-6-2003                                                               | Oslo                                                                    | Norvegia                                                                | 1 – 1                                                                   | Romania                                                                 | Qual. Euro 2004                                                         | -                                                                       |                                                                         |
| 17-8-2005                                                               | Oslo                                                                    | Norvegia                                                                | 0 – 2                                                                   | Svizzera                                                                | Amichevole                                                              | -                                                                       |                                                                         |
| 26-3-2008                                                               | Podgorica                                                               | Montenegro                                                              | 3 – 1                                                                   | Norvegia                                                                | Amichevole                                                              | -                                                                       |                                                                         |
| Totale                                                                  |                                                                         | Presenze                                                                | 27                                                                      |                                                                         | Reti                                                                    | 0                                                                       |                                                                         |

## Palmarès

### Giocatore

#### Club

##### Competizioni nazionali
- Campionato norvegese: 1

Brann: 2007

#### Individuale
- Gullklokka

2005

### Allenatore

#### Competizioni nazionali
- 1. divisjon: 1

Sogndal: 2015